# Вортонська школа бізнесу
Вортонська школа Університету Пенсильванії (англ. Wharton School of the University of Pennsylvania), також відома як Вортонська бізнес-школа, школа Вортона або просто Вортон — бізнес-школа в Університеті штату Пенсильванія, приватного університету Ліги Плюща в Філадельфії. Створена в 1881 році завдяки пожертвуванню Джозефа Вортона, школа Вортон —найстаріша колегіальна школа бізнесу у світі. 
Школа Вортона присуджує ступінь бакалавра наук з економіки та ступінь магістра ділового адміністрування, обидва з яких вимагають вибору спеціальності. Вортон також пропонує докторську програму й деякі інші дипломні програми як окремо, так і спільно з іншими школами університету.
Програма МВА Вортона займає 5-те місце в США за версією Forbes та 1-е місце у США за рейтингом U.S, News & World Report 2020. Тим часом, ступінь МВА для керівників і бакалаврські програми Вортона займають 3-е та 1-е місце в США відповідно до U.S. News.
Випускники Вортона (програми МВА) заробляють в середньому 159 815 доларів США за перший рік, не враховуючи бонусів, що є найвищим серед усіх провідних шкіл. Програма МВА Вортона прирівняна до найвищої в США із середнім балом GMAT 732 (97-й процентиль) для вступу.
Серед випускників школи Вортон: Дональд Трамп, Ілон Маск та Воррен Баффет. Нинішні та колишні керівники компаній Fortune 500, включаючи Alphabet Inc., General Electric, Boeing, Pfizer, Comcast, Oracle, PepsiCo та Johnson & Johnson, також є випускниками школи Вортон.

## Історія

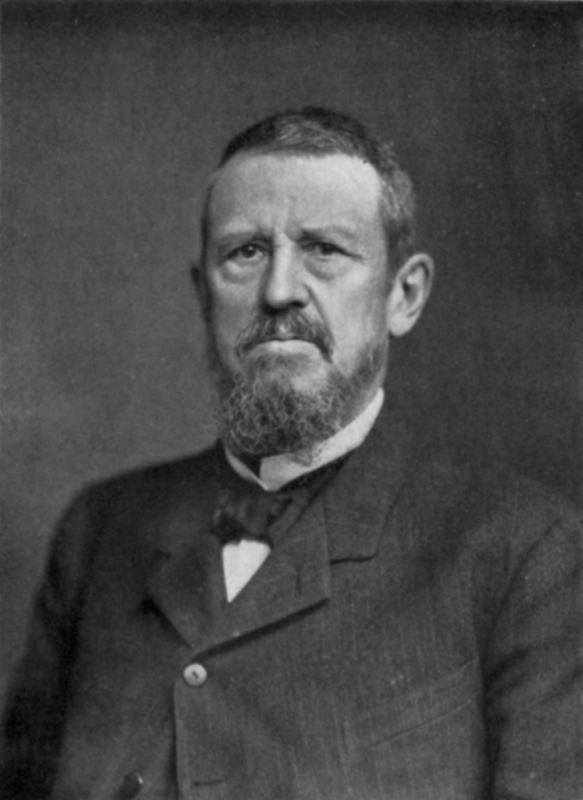
Джозеф Вортон, засновник школи

Джозеф Вортон, корінний філадельфієць, був лідером у промисловій металургії, який створив свій статок завдяки Американській Нікелевій Компанії та Бетлегем стіл корпорейшн. По мірі зростання бізнесу Вортона він визнав, що знання бізнесу у США викладаються лише за допомогою системи учнівства, і така система не була життєздатною для створення ширшої економіки під час Другої промислової революції. Після двох років планування, Вортон в 1881 році заснував Вортонську школу фінансів та економіки шляхом первинної застави в 100 000 доларів, що зробило її першою бізнес-школою, створеною в США. Як згадує французький учений Адрієн Жан-Гі Пасант, засновники Школи фінансів та економіки Вортона подорожували до Європи, щоб відвідати найкращі бізнес-школи. Можливо також, що в 1873 р. він відвідав Паризький вищий комерційний коледж (заснований у 1819 р.), ESCP Europe, створену у 1819 році, та кілька інших бізнес-шкіл, створених в Європі до заснування Вортона. Школа мала на меті навчати майбутніх лідерів для ведення корпорацій та громадських організацій в індустріальну еру, що швидко набирала обертів. Вортон цитував слова, що школа мала на меті "прищепити відчуття майбутньої сутички [у діловому житті]: величезних коливань вгору чи вниз, які чекають на компетентного або некомпетентного солдата в цій сучасній боротьбі".

## Бакалаврська програма

### Випуск та працевлаштування
Студенти бакалаврату Вортона повинні закінчити бакалаврат економічних наук з принаймні 1 із 21 поточної спеціалізації. Концентрації варіюються від фінансів та бухгалтерії до унікальних досліджень, таких як бізнес-аналітика та соціальний вплив та відповідальність. Отримання спеціалізації вимагає, щоб студент брав 4 класи поза межами того, що вимагається в основній навчальній програмі. Згодом політика змінилася таким чином, що студенти Вортона можуть закінчити навчання з максимум 2 спеціалазаціями, а не 3.
У 2015–16 навчальному році 334 роботодавців брали участь у процесі набору в університеті; кожен студент пройшов в середньому 7,6 співбесід у першому турі та отримав 1,8 пропозиції про роботу. Після випуску близько 48% типового бакалаврського курсу Вортона, де навчається 650 студентів, займаються фінансовими послугами, серед провідних секторів - інвестиційний банкінг, управління інвестиціями та прямі інвестиції. Наступною найпоширенішою галуззю після фінансів є управлінський консалтинг, куди йдуть приблизно 22% студентів, тоді як значна кількість студентів входить у сферу маркетингу, продажів та технологічні галузі, особливо в Силіконовій долині.
Для випуску 2016 року студенти бакалаврської школи Вортон повідомили про середній очікуваний дохід за перший рік у розмірі 116 676 доларів США, включаючи середню базову зарплату в розмірі 77 566 доларів США, середній бонус за підпис 10 493 долари США та середній прогнозований річний бонус у розмірі 28 617 доларів США.

## Рейтинги

### Загальний рейтинг
|                                                                                         | 2008 | 2007 | 2006 | 2005 | 2004 | 2003 | 2002 | 2001 | 2000 | 1999 | 1998 | 1997 | 1996 | 1995 | 1994 |
| Business Week [Архівовано 31 березня 2009 у Wayback Machine.] (MBA/США)                 | 2    |      | 2    |      | 3    |      | 5    |      | 1    |      | 1    |      | 1    |      | 1    |
| Business Week (Бакалаврат/США)                                                          | 1    | 1    | 1    |      |      |      |      |      |      |      |      |      |      |      |      |
| Financial Times [Архівовано 28 серпня 2008 у Wayback Machine.] (MBA/всесвітній рейтинг) | 1    | 1    | 1    | 1    | 1    | 1    | 1    | 1    | 1    | 1    | 1    |      |      |      |      |
| US News [Архівовано 30 березня 2012 у WebCite] (MBA/США)                                | 3    | 3    | 3    | 2    | 2    | 2    | 3    | 4    | 3    | 2    | 2    | 2    | 3    | 3    | 2    |
| US News [Архівовано 24 липня 2008 у Wayback Machine.] (Бакалаврат/США)                  | 1    | 1    | 1    | 1    | 1    | 1    | 1    | 1    | 1    | 1    | 1    | 1    | 1    | 1    | 1    |
| Wall Street Journal [Архівовано 16 січня 2008 у Wayback Machine.] (MBA/США)             |      | 11   | 7    | 6    | 4    | 1    | 5    | 18   |      |      |      |      |      |      |      |

5 грудня 2003 року Вортон запровадив політику відмови від активної участі у рейтингах програм бізнес-шкіл  посилаючись на проблеми конфіденційності студентів та застосовувані методології.

Вортон широко розглядається як одна з провідних світових установ для бізнес-освіти. У 2014–2015 рр., а також 2017–2018 рр. US News & World Report поставили бакалаврську програму Вортона на перше місце в США,  програму МВА, прив’язану до першої в США,  а також виконавчу програму МВА також на першому місці.  Бакалаврська програма у Вортонській школі займає номер один за рейтингом US News & World Report щороку з моменту її створення. The Financial Times ставила Школу Вортон на перше місце у світі кожного року між 2000 і 2009 роками та знову в 2011 році, надаючи Вортону найкращі загальні показники в рейтингу. Школа Вортон також чотири рази поспіль займала перше місце у рейтингу Bloomberg Businessweek.

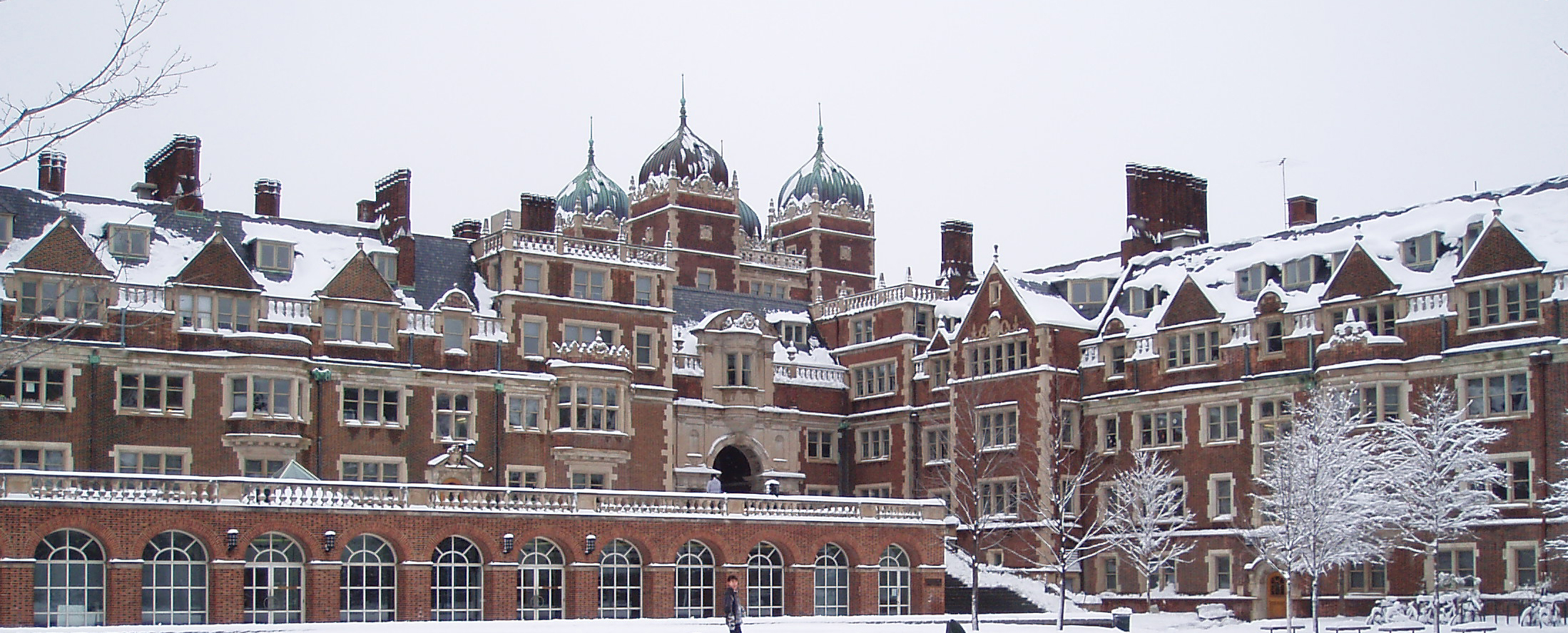
Чотирикутник в Університеті Пенсильванії

Вортон добре відомий своїм становищем у фінансовій освіті. Школа потрапляла до списку "Найкращі програми з фінансів" США "News News & World Report " кожного наступного року з моменту її початку. Подібним чином, Вортон зберіг свою першу позицію в рейтингу фінансової спеціалізації у звіті QS Global 200 Business Schools 2013/14, що спонукало QS заявити, що "Вортон панує над фінансами, знову очолюючи таблицю". "Нью-Йорк Таймс " вважає студентів Вортона "найближчим, що існує до команди фермерів з Волл-стріт", тоді як Poets & Quants описує Вортон як "єдиний найкращий ступінь" для освіти та кар'єри у галузі фінансів, відзначений "напруженою, конкурентною культурою" в колективі студентів.
Вортон також отримує високі репутаційні оцінки від науковців та рекрутерів щороку.
Школа Вортон посіла перше місце за програмою Executive MBA у 2011, 2012 та 2013 рр. за версією Poets & Quants, в інтегрованій системі рейтингу, яка враховує дані, надані US News & World Report, Bloomberg BusinessWeek, Wall Street Journal, та Financial Times . 

### Рейтинг академічних досліджень
На основі публікацій у 24 провідних рецензованих журналах у світі, Вортон посідає перше місце в галузі продуктивності досліджень серед бізнес-шкіл, а у звіті Університету Індіани вказується, що Школа Вортон щороку займає перше місце в галузі продуктивності досліджень з 1986 р., коли вперше розпочато збір цієї інформації. 

## Дивитися також
- Список бізнес-шкіл Ліги плюща
- Список бізнес-шкіл у США

## Зовнішні посилання
- Школа Вортона Університету Пенсільванії [Архівовано 16 серпня 2015 у Wayback Machine.]